# Pedro Bruno Guggiari
Pedro Bruno Guggiari (pronunciación en italiano: /ɡudˈdʒaːri/; 1885-1933) fue un importante político paraguayo durante la época conocida como la Hegemonía Liberal.

## Infancia y estudios
Nació en Asunción, Paraguay en 1885, hijo de suizo y paraguaya. Al fallecer el padre, la familia se radicó en Villarrica donde el niño frecuentó la escuela primaria y más tarde el recién fundado Colegio Nacional de la Capital en el que cursó los primeros años de la secundaria.
Graduado bachiller en 1902 en el Colegio Nacional de la Capital cursó la Facultad de Farmacia, egresando de la misma en 1905. Dadas sus excelentes calificaciones y el interés demostrado por la ciencia, el gobierno paraguayo le otorgó una beca para proseguir sus estudios en la Escuela Real de Charlottemburg, Alemania. En 1910 logró culminar su preparación universitaria con el título de Químico Industrial.
Prosiguió su especialización en otros países europeos hasta su retorno al Paraguay en 1914, ante la inminencia de la primera guerra que asoló a Europa.

## Función Pública
- Director del Colegio Nacional de la Capital.
- Ejerció la docencia como profesor de Química en el Colegio Nacional y en la Escuela Militar.
- Director de la Oficina Química Municipal para el control sanitario y la profilaxis de los ciudadanos de Asunción.
- Catedrático en la Facultad de Farmacia donde creó el laboratorio de Bromatología.
- Profesor catedrático en las Facultades de Medicina e Ingeniería.
- En vísperas de la guerra del Chaco reorganizó los servicios de laboratorio de la Sanidad Militar.

## Intendencia
Fue intendente municipal de Asunción (1928-1932) durante el gobierno de su hermano José Patricio.
A Bruno Guggiari se debe la creación del Barrio Obrero, terrenos hasta entonces alejados del centro activo de la ciudad. La urbanización comenzó desde la 3.ª Proyectada hacia el Sur, respondiendo al proyecto de sanear el barrio de la Chacarita cuya aglomerada población vivía en pésimas condiciones higiénicas en la parte baja de la ribera. 
Si bien el objetivo inicial no obtuvo el éxito deseado, el nuevo barrio se pobló en corto tiempo haciéndose preferentemente residencial. La instalación de la Parroquia, la Escuela Parroquial Redentorista, y las sedes de los clubes deportivos más populares indujo al asentamiento de cientos de familias que convirtieron el distrito en zona de alta densidad demográfica.
El intendente Guggiari fue un gran urbanista. Cambió el perfil de la antigua ciudad de corte colonial dotándola de calles y avenidas arboladas.
Las mejoras en el Jardín Botánico y en el Parque Caballero se deben a su empeño y al de sus colaboradores contratados, Emilio Hassler y Carlos Fiebrig, quienes promovieron el desarrollo de una rica colección de especies botánicas que fue por muchos años el orgullo de Asunción. 
Llevó a cabo la reorganización del Cementerio de la Recoleta para permitir el traslado de los sepulcros del antiguo Cementerio del Mangrullo - cuya capacidad estaba colmada - con el propósito de convertir el sitio en un paseo público. En la actualidad, parque Carlos Antonio López.
Durante su gestión se imprimió con regularidad la Revista Municipal, órgano de comunicación y avisos para los contribuyentes. Al tiempo que no abandonó el estímulo a los Juegos Florales, para propiciar las letras y las artes.

## Otras obras
Construcción de la costanera, del Mercado de Abasto y del Matadero Municipal. Intentó concluir los trabajos del oratorio de la Virgen de la Asunción y el hermoseamiento de la plaza Uruguaya. Las calles asuncenas se distinguían por el verde perenne de sus naranjos y el aroma de azahar en tiempos de floración.
Algunos de sus proyectos se vieron postergados por el estallido de la guerra con Bolivia.
Fue socio fundador de diversas organizaciones científicas y del Ateneo Paraguayo. Representó a su país en numerosos congresos de su especialidad.
Publicó más de cincuenta artículos científicos reproducidos en revistas y diarios.

## Muerte y Legado
El eximio profesional falleció el 1 de septiembre de 1933. Entre sus descendientes descuella el escultor Hermann Guggiari.
Una importante avenida de Asunción tiene su nombre. El trazado de la misma responde al trayecto de la vía férrea comprendido entre Villa Morra y Fernando de la Mora que unía San Lorenzo del Campo Grande con la capital.